# 簇花蛇根草
簇花蛇根草（学名：[Ophiorrhiza fasciculata] 错误：{{Lang}}：文本有斜体标记（帮助））为茜草科蛇根草属的植物。分布于尼泊尔、锡金、不丹以及中国大陆的西藏等地，生长于海拔1,700米的地区，常生于阔叶林下，目前尚未由人工引种栽培。